# Zehneria hookeriana
Zehneria hookeriana är en gurkväxtart som beskrevs av George Arnott Walker Arnott. Zehneria hookeriana ingår i släktet Zehneria och familjen gurkväxter. Inga underarter finns listade i Catalogue of Life.